# Muhammad Aslam Khan Khattak
Muhammad Aslam Khan Khattak (Urdu اسلم خان خٹک; * 5. April 1908 in Chitral; † 10. Oktober 2008) war ein pakistanischer Politiker und Diplomat.
Er war von 15. Februar 1973 bis zum 24. Mai 1974 Gouverneur der Nordwestlichen Grenzprovinz. Vom 22. Mai 1985 bis zum 29. März 1987 war er Innenminister von Pakistan. Außerdem war er als Botschafter in Afghanistan, Iran und Irak.